# Cyrto-hypnum kuripanum
Cyrto-hypnum kuripanum là một loài Rêu trong họ Thuidiaceae. Loài này được (Dozy & Molk.) W.R. Buck & H.A. Crum mô tả khoa học đầu tiên năm 1990.